# Associazione Calcio Ravenna 1938-1939
Questa pagina raccoglie le informazioni riguardanti l'Associazione Calcio Ravenna nelle competizioni ufficiali della stagione 1938-1939.

## Rosa
| N. |                   | Ruolo | Calciatore         |
| -- | ----------------- | ----- | ------------------ |
|    | Italia (bandiera) | D     | Giorgio Ballerini  |
|    | Italia (bandiera) | A     | Leonino Baratella  |
|    | Italia (bandiera) | D     | Ruggero Bernardi   |
|    | Italia (bandiera) | D     | Guido Berti        |
|    | Italia (bandiera) | C     | Edgardo Biagini    |
|    | Italia (bandiera) | P     | Pietro Borghi      |
|    | Italia (bandiera) | D     | Alfredo Calderoni  |
|    | Italia (bandiera) | A     | Carlo Capra        |
|    | Italia (bandiera) | P     | Domenico Carnevali |

| N. |                   | Ruolo | Calciatore        |
| -- | ----------------- | ----- | ----------------- |
|    | Italia (bandiera) | C     | Giacomo Cignani   |
|    | Italia (bandiera) | A     | Francesco Cortesi |
|    | Italia (bandiera) | C     | Bruno Eduini      |
|    | Italia (bandiera) | D     | Giuliano Gobetto  |
|    | Italia (bandiera) | C     | Alberto Mazzanti  |
|    | Italia (bandiera) | C     | Silvio Poli       |
|    | Italia (bandiera) | C     | Giuseppe Salvioli |
|    | Italia (bandiera) | A     | Libero Soglia     |
|    | Italia (bandiera) | A     | Gualtiero Taroni  |